# Еліель Перец
Еліель Перец (івр. אליאל פרץ, нар. 18 листопада 1996, Бат-Ям, Ізраїль) — ізраїльський футболіст, півзахисник австрійського клубу «Вольфсбергер».
Виступав, зокрема, за клуби «Маккабі» (Тель-Авів), «Бней-Єгуда» та «Хапоель» (Хадера), а також молодіжну збірну Ізраїлю.

## Клубна кар'єра
Народився 18 листопада 1996 року в місті Бат-Ям. Вихованець футбольної школи клубу «Маккабі» (Тель-Авів). Дорослу футбольну кар'єру розпочав 2016 року в основній команді того ж клубу, в якій провів один сезон, взявши участь в 11 матчах чемпіонату. 
Своєю грою за цю команду привернув увагу представників тренерського штабу клубу «Бней-Єгуда», до складу якого приєднався 2017 року. Відіграв за тель-авівську команду наступний сезон своєї ігрової кар'єри. Більшість часу, проведеного у складі «Бней-Єгуди», був основним гравцем команди.
У 2018 році уклав контракт з клубом «Хапоель» (Хадера), у складі якого провів наступні два роки своєї кар'єри гравця, де також здебільшого виходив на поле в основному складі команди.
До складу клубу «Вольфсбергер» приєднався 2020 року. Станом на 13 грудня 2020 року відіграв за команду з Вольфсберга 9 матчів в національному чемпіонаті.

## Виступи за збірну
Протягом 2016–2017 років залучався до складу молодіжної збірної Ізраїлю. На молодіжному рівні зіграв у 9 офіційних матчах, забив 2 голи.

## Титули і досягнення
- Володар Кубка Ізраїлю (1):

«Хапоель» (Беер-Шева): 2024-25
- Володар Суперкубка Ізраїлю (1):

«Хапоель» (Беер-Шева): 2025